# کوه سن-هیلر

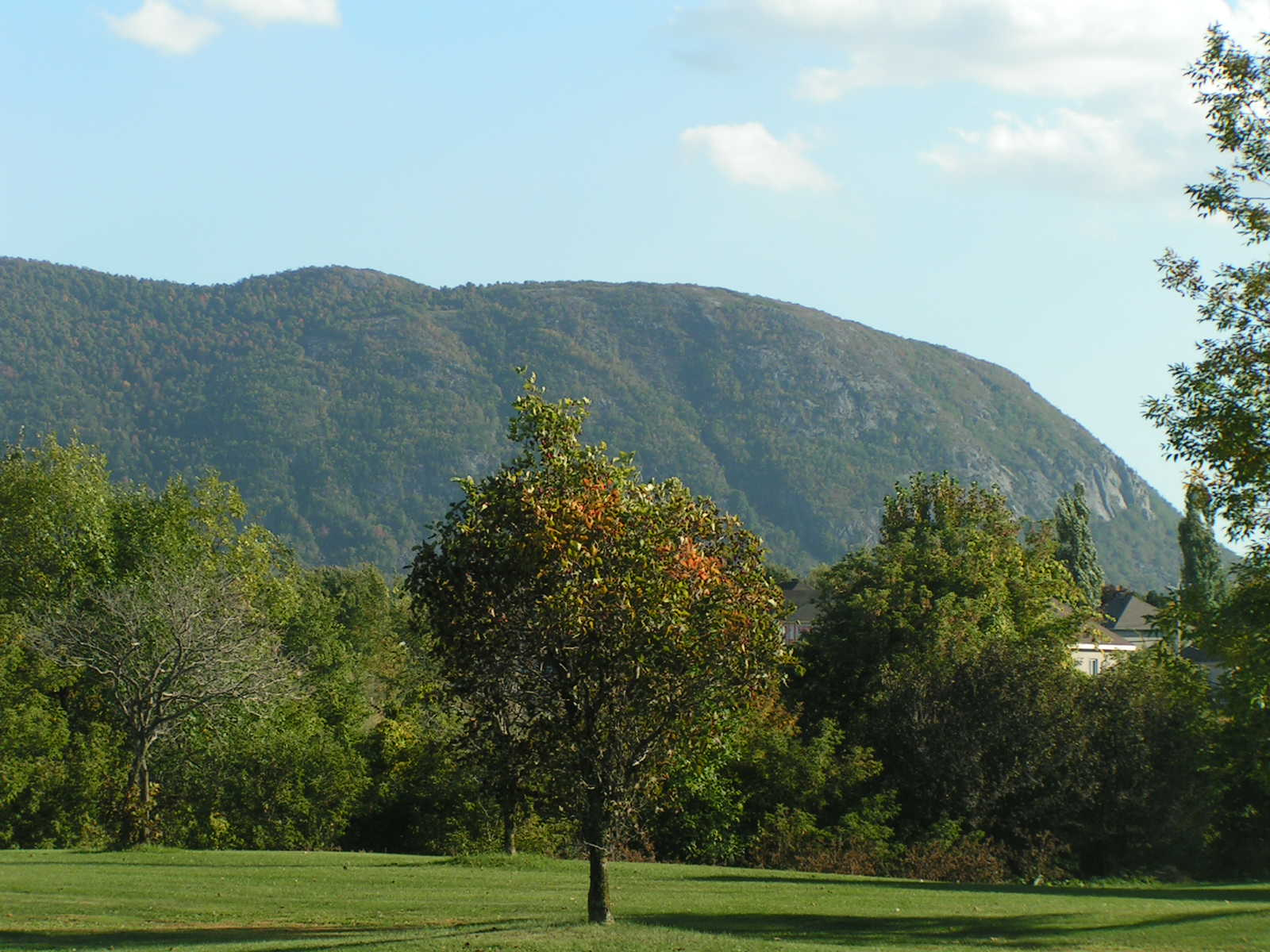
کوه سن-هیلر

کوه سن-هیلر (به انگلیسی: Mont Saint-Hilaire) یک کوه در کانادا است که در مون-سن-ایلر، کبک واقع شده‌است. کوه سن-هیلر ۴۱۴ متر بالاتر از سطح دریا واقع شده‌است.